# Suseån
 Ikke at forveksle med Suså.
Suseån er en 31 km lang å i Falkenbergs og Halmstads kommuner, Hallands län, Sverige. Åen løber ud i Kattegat . Der er fire naturreservater langs Suseån og ved dens udmunding: Suseån, Suseån-Hult, Vesslunda  og Grimsholmen.